# Guioa pterorhachis
Guioa pterorhachis là một loài thực vật có hoa trong họ Bồ hòn. Loài này được Welzen mô tả khoa học đầu tiên năm 1988.